# Transformers (Hasbro)
Transformers és una franquícia d'entreteniment (joguets, sèries animades, pel·lícules, còmic, videojocs, etc) coproduïda entre les empreses de joguets Hasbro i Takara Tomy.
El fil argumental d'aquesta franquícia es basa en dues races robòtiques, els Autobots i els Decepticons, originàries del planeta Cybertron. La designació "Transformer" es deriva de la capacitat que posseeixen aquests robots per a transformar-se en formes alternatives, en general vehicles.
El 1982 Hasbro compraria els drets de distribució de les marques de joguets japonesos Diaclone i Microman (ambdues de Takara Tomy), sota el nom comercial de Transformers.

## Filmografia en imatge real i CGI
| Film                                | Estrena als EUA        | Director      | Guionista(s)                                          | Productor(s)                                                                  |
| ----------------------------------- | ---------------------- | ------------- | ----------------------------------------------------- | ----------------------------------------------------------------------------- |
| Transformers                        | 3 de juliol de 2007    | Michael Bay   | John Rogers, Roberto Orci i Alex Kurtzman             | Lorenzo di Bonaventura, Tom DeSanto, Don Murphy i Ian Bryce                   |
| Transformers: Revenge of the Fallen | 24 de juny de 2009     | Michael Bay   | Ehren Kruger, Roberto Orci i Alex Kurtzman            | Lorenzo di Bonaventura, Tom DeSanto, Don Murphy i Ian Bryce                   |
| Transformers: Dark of the Moon      | 29 de juny de 2011     | Michael Bay   | Ehren Kruger                                          | Lorenzo di Bonaventura, Tom DeSanto, Don Murphy i Ian Bryce                   |
| Transformers: Age of Extinction     | 27 de juny de 2014     | Michael Bay   | Ehren Kruger                                          | Lorenzo di Bonaventura, Tom DeSanto, Don Murphy i Ian Bryce                   |
| Transformers: The Last Knight       | 21 de juny de 2017     | Michael Bay   | Akiva Goldsman, Art Marcum, Matt Holloway i Ken Nolan | Lorenzo di Bonaventura, Tom DeSanto, Don Murphy i Ian Bryce                   |
| Bumblebee                           | 21 de desembre de 2018 | Travis Knight | Christina Hodson                                      | Lorenzo di Bonaventura, Tom DeSanto, Don Murphy, Michael Bay i Mark Vahradian |

## Videojocs
|    | A.   | títol                                           | publicació         | producció                                              | sist.                        | gènere                   | *          |      |
| -- | ---- | ----------------------------------------------- | ------------------ | ------------------------------------------------------ | ---------------------------- | ------------------------ | ---------- | ---- |
| 1  | 1986 | The Transformers                                | Ocean Software     | Denton Designs                                         | C64, ZX                      | plataformes              | 1/5        |      |
| 2  | 1986 | Battle to Save the Earth                        | Activision         |                                                        | C64                          | rol                      | 1/8        |      |
| 16 | 2008 | Transformers Animated: The Game                 | Activision         | Artificial Mind and Movement                           | NDS                          | acció                    | 1/4        |      |
| 20 | 2009 | Transformers Revenge of the Fallen: Autobots    | Activision         | Vicarious Visions                                      | NDS                          | acció en tercera persona | 1/6        |      |
| 21 | 2009 | Transformers Revenge of the Fallen: Decepticons | Activision         | Vicarious Visions                                      | NDS                          | acció en tercera persona | 1/6        |      |
| 13 | 2007 | Transformers Autobots                           | Activision         | Vicarious Visions                                      | NDS                          | acció en tercera persona | 1/6        |      |
| 14 | 2007 | Transformers Decepticons                        | Activision         | Vicarious Visions                                      | NDS                          | acció en tercera persona | 1/6        |      |
| 15 | 2007 | Transformers: The Game                          | Activision         | Traveller's Tales                                      | PSP                          | acció en tercera persona | 1/23       |      |
| 12 | 2007 | Transformers: The Game                          | Activision         | Savage Entertainment                                   | PS2, PS3, Wii, Windows, X360 | acció en tercera persona | 1/3        |      |
| 18 | 2009 | Transformers: Revenge of the Fallen             | Activision         | Krome (PS2, Wii) / Luxoflux (PS3, X360) / Savage (PSP) | PS2, PS3, Wii, Windows, X360 | acció en tercera persona | 2/10       |      |
| 19 | 2009 | Transformers: Revenge of the Fallen             | Glu Mobile         | Glu Mobile                                             | mòbil                        | acció en tercera persona | acció      |      |
| 17 | 2008 | Transformers G1: Awakening                      | Glu Mobile         | Glu Mobile                                             | mòbil                        | acció en tercera persona | estratègia | 1/23 |
| 5  | 1997 | Beast Wars                                      | Hasbro Interactive | SCE Studio Cambridge                                   | PS1                          |                          |            |      |
| 11 | 2004 | Transformers                                    | Atari              | Atari Melbourne House                                  | PS2                          | 1/3                      |            |      |
| 10 | 2003 | Transformers (ビーストウォー)                   | Takara             | Winkysoft                                              | PS2                          |                          |            |      |
| 9  | 2003 | DreamMix TV World Fighters                      | Hudson             | Bitstep                                                | PS2, NGC                     | lluita mà a mà           | 2/17       |      |
| 8  | 1999 | Beast Wars Metals: Gekitotsu! Gangan Battle     | Takara             | WAVEDGE                                                | PS1                          | lluita mà a mà           | 2/12       |      |
| 7  | 1999 | Beast Wars Metals 64                            | Takara             | Locomotive                                             | N64                          | lluita mà a mà           | 2/13       |      |
| 6  | 1999 | Beast Wars: Beast senshi saikyō ketteisen       | Takara             | Gaibrain                                               | GBColor                      | lluita mà a mà           | 2/15       |      |
| 4  | 1987 | The Headmasters                                 | Takara             | Takara                                                 | FamiCom Disk                 | acció                    | 1/6        |      |
| 3  | 1986 | Convoy no nazo                                  | Takara             | ISCO                                                   | FamiCom                      | acció                    | 1/2        |      |